# 5-й Предпортовый проезд
5-й Предпорто́вый проезд — улица в Московском районе Санкт-Петербурга. Отходит от пересечения 1-го Предпортового проезда, улиц Костюшко и Галстяна строго на юг. Протяжённость — 2010 м.

## История
Проезд получил название в 1975 году.

## Здания и сооружения
Чётная сторона:
•   д. 2 - ЖК "Москва" , детский магазин, продовольственные 
- д. 4/2 — ГДОУ Детский сад № 34 Московского района
- д. 6/1 — ГОУСОШ Школа № 544 Московского района
- д. 8/2 — ГОУСОШ Школа № 376 Московского района

Нечётная сторона:
- д. 1 — жилой дом, универсам, аптека (при входе в универсам)[3]
- д.3/Костюшко 17А — ППО ООО СПБ УРП «СВЕТ», СТОЛОВАЯ, (арендуемые помещения организациями — ООО «Кронвет», Ависта, и многими другими)
- Пассажиравтотранс, Автобусный парк № 7
- д. 19 — ГУП Центральная фармацевтическая база
- Складские помещения
- Производственные территории

## Транспорт
- Метро: Московская (1100 м), Звёздная (2100 м)
- Автобус (от д.1): № 3, 13, 13А, 31, 39, 62, 63, 90, 147, 150, 155, 252, 299, 301, 431
- Троллейбус: № 17
- Платформы: Предпортовая (1250 м), Аэропорт (1130 м)

## Пересечения
С севера на юг:
- 1-й Предпортовый проезд
- улица Костюшко
- улица Галстяна
- Предпортовая улица
- Дунайский проспект
- 6-й Предпортовый проезд